# Schlacht um Tikrit
Die Schlacht um Tikrit dauerte vom 1. März bis zum 31. März  2015. Ein Bündnis von Kämpfern aus Sunniten, Schiiten und der irakischen Armee ermöglichte es, die von der islamistischen Terrororganisation Islamischer Staat (IS) seit 2014 gehaltene irakische Stadt Tikrit, 160 km nordwestlich von Bagdad, zurückzuerobern. Die Stadt galt als eine Hochburg des IS.

## Hintergrund
Tikrit ist eine sunnitisch geprägte Stadt mit vermutlich deutlich mehr als 100.000 Einwohnern. Sie war der Hauptsitz des Clans von Saddam Hussein. Seit Juni 2014 war Tikrit in der Hand des IS. Durch die Stadt verläuft eine Verbindungsstraße zwischen der Hauptstadt Bagdad und der zu dieser Zeit vom IS ebenfalls besetzten Stadt Mossul. Der Verlauf und der Ausgang der Schlacht um Tikrit war Ausgangspunkt und entscheidend für die angekündigte Rückeroberung der Millionenmetropole Mossul in der folgenden  Schlacht um Mossul. Die schiitischen Einheiten bezeichneten die Offensive als Rache für das Massaker von Tikrit, bei dem mehrere hundert irakische Soldaten in der Nähe der Militärbasis Camp Speicher außerhalb von Tikrit im Sommer 2014 durch den IS hingerichtet wurden. Wenige Tage vor Beginn der irakischen Offensive wurde im Nordosten Syriens von aramäisch-assyrischen Einheiten Tall Hamis zurückerobert.

## Verlauf
In den ersten Tagen der Schlacht flohen etwa 28.000 Bewohner aus der Stadt. Insgesamt wurden seitens der Koalition gegen den IS über 30.000 Soldaten aufgeboten. Etwa zwei Drittel von ihnen waren Milizen. Im östlichen Abschnitt der Frontlinien war auf Seiten der Koalition der iranische Generalmajor Qasem Soleimani beratend und führend tätig. Der Angriff auf die Stadt erfolgte aus drei Richtungen. Der IS verteidigte sich vor allem mit Sprengfallen, Landminen, Selbstmordattentätern in Fahrzeugen sowie Heckenschützen. Für die Eroberung der Stadt wurde mit einem langwierigen Häuserkampf gerechnet. Die irakische Luftwaffe unterstützte den Angriff. Eine Anfrage für eine Luftunterstützung durch die Vereinigten Staaten wurde von der irakischen Regierung nicht gestellt. Australien stockte die Anzahl seiner Soldaten als Ausbilder im Irak auf etwa 440 auf; Neuseeland stellte 140 Soldaten als Ausbilder.
Die Koalition nahm in den ersten Tagen östlich der Stadt Tikrit einige kleinere Orte ein. Am 6. März wurde im Süden die Eroberung der Ortschaft Al-Dur durch die irakische Armee vermeldet. Nach der Einnahme von Al-Alam nordöstlich von Tikrit konnte die Stadt am 9. März 2015 eingekreist werden. Am 10. März 2015 wurde gemeldet, dass der IS die einzige Brücke über den Tigris unbrauchbar gemacht hat; ein Segment am westlichen Ende der Brücke war gesprengt worden. Das Mausoleum von Saddam Hussein wurde von Milizen des IS zerstört.
Am 11. März 2015 gelang es den alliierten Streitkräften, bis ins Zentrum von Tikrit vorzurücken und den Stadtteil Kadissija partiell zu kontrollieren. Auch das Militärhospital wurde erobert. Am 13. März 2015 meldete die irakische Regierung, den Großteil der Stadt unter Kontrolle zu haben. Der verbliebene Teil des IS wurde von Main Al-Kadhimi, Kommandant der Miliz al-Haschd asch-Schaʿbī, auf nur noch 150 Kämpfer geschätzt. Vom IS gehalten wurden am 14. März 2015 noch drei Stadtteile und der Palast von Saddam Hussein in Tikrit. Die endgültige Übernahme der Kontrolle verschleppte sich, weil tausende Sprengkörper entschärft und die letzten versprengten IS-Kämpfer aufgespürt werden mussten. Am 26. März 2015 wurde gemeldet, dass sich die schiitischen Milizen zurückgezogen hätten und den weiteren Kampf an irakisches Militär und irakische Polizeieinheiten überließen; die US-Luftwaffe fliege Angriffe gegen IS-Stellungen in der Stadt; die Brücke über den Tigris sei repariert worden. Am 31. März 2015 wurde bekannt gegeben, der strategisch wichtige Sitz der Provinzregierung sei zurückerobert worden. Am 1. April 2015 wurde bekannt gegeben, dass die Innenstadt Tikrits befreit sei und sich nur noch einige Widerstandsnester im Norden der Stadt befänden.
Die Anzahl der Toten auf der Seite der Angreifer war hoch; es kursiert die Zahl von 1.000 Milizionären, die schon in den ersten Kriegstagen gefallen seien. Nach Ende der Schlacht fand man Massengräber mit Opfern des IS.

## Reaktionen
Im Kontext der Schlacht wurden immer wieder auch Stimmen laut, die Übergriffe von Schiiten gegen die Sunniten befürchteten. Der Außenminister Saudi-Arabiens, Saud ibn Faisal, kritisierte eine erhebliche Zunahme des Einflusses Irans über den Irak.